# Diggstown (serie de televisión)
Diggstown es una serie de televisión de drama legal canadiense creada por Floyd Kane. La primera serie dramática canadiense que presenta a una mujer canadiense negra como su personaje principal, la serie está protagonizada por Vinessa Antoine como Marcie Diggs, una abogada que deja su trabajo corporativo de alto poder para trabajar en una clínica de asistencia legal en Dartmouth, Nueva Escocia, después de que su tía se suicidara.
La primera temporada se estrenó en CBC Television el 6 de marzo de 2019. Se anunció una segunda temporada en mayo de 2019, luego de la conclusión de la primera temporada. El 21 de junio de 2020, la serie se renovó para una tercera temporada que se estrenará el 6 de octubre de 2021. A principios de 2021, Fox recogió la serie para su distribución.

## Sinopsis
Diggstown sigue a Marcie Diggs (Antoine), una abogada corporativa estrella que reconsidera sus prioridades y se muda a trabajar en una oficina de asistencia legal después de que su amada tía se quita la vida debido a las presiones de un enjuiciamiento malicioso.

## Reparto
- Vinessa Antoine como Marcie Diggs[1]
- Natasha Henstridge como Colleen MacDonnell[1]
- C. David Johnson como Reggie Thompson[1]
- Stacey Farber como Pam MacLean[1]
- Brandon Oakes como Doug Paul[1]
- Shailene Garnett como Iris Beals[1]
- Tim Rozon como Constable Carson Myers[1]
- Dwain Murphy como Avery Mueller[1]
- Mpho Koaho como Percy Lincoln[12]
- Kim Roberts como Ona Reeves

## Episodios
| Temporada | Temporada | Episodios | Episodios | Emisión original     | Emisión original        |
| Temporada | Temporada | Episodios | Episodios | Primera emisión      | Última emisión          |
| --------- | --------- | --------- | --------- | -------------------- | ----------------------- |
|           | 1         | 6         | 6         | 6 de marzo de 2019   | 3 de abril de 2019      |
|           | 2         | 6         | 6         | 4 de marzo de 2020   | 1 de abril de 2020      |
|           | 3         | 8         | 8         | 6 de octubre de 2021 | 24 de noviembre de 2021 |

### Temporada 1 (2019)
| N.º en serie | N.º en temp. | Título           | Dirigido por     | Escrito por            | Fecha de emisión original | Audiencia (millones) |  |
| ------------ | ------------ | ---------------- | ---------------- | ---------------------- | ------------------------- | -------------------- |  |
| 1            | 1            | «Willy MacIsaac» | Kelly Makin      | Floyd Kane             | 6 de marzo de 2019        | 338,000              |  |
| 2            | 2            | «Renee Joy»      | Cory Bowles      | Floyd Kane             | 2019 de marzo del 13      | 291,000              |  |
| 3            | 3            | «Taisir Ahmed»   | Lynne Stopkewich | Andrew Burrows-Trotman | 20 de marzo de 2019       | 296,000              |  |
| 4            | 4            | «Delroy Nelson»  | Kelly Makin      | Ellen Vanstone         | 27 de marzo de 2019       | 279,000              |  |
| 5            | 5            | «Nikki LeBlanc»  | Cory Bowles      | Lynn Coady             | 3 de abril de 2019        | 231,000              |  |
| 6            | 6            | «Kim Bond»       | Lynne Stopkewich | Floyd Kane             | 3 de abril de 2019        | 162,000              |  |

### Temporada 2 (2020)
| N.º en serie | N.º en temp. | Título                 | Dirigido por     | Escrito por                       | Fecha de emisión original | Audiencia (millones) |
| ------------ | ------------ | ---------------------- | ---------------- | --------------------------------- | ------------------------- | -------------------- |
| 7            | 1            | «Vince Hu»             | Kelly Makin      | Floyd Kane & Priscilla White      | 4 de marzo de 2020        | 195,000              |
| 8            | 2            | «Cheryl Battiste»      | Cory Bowles      | Lynn Coady & Priscilla White      | 11 de marzo de 2020       | —                    |
| 9            | 3            | «Willy MacIsaac Redux» | Cory Bowles      | Floyd Kane & Priscilla White      | 18 de marzo de 2020       | 141,000              |
| 10           | 4            | «Tanya Ivanova»        | Sharon Lewis     | Ellen Vanstone                    | 25 de marzo de 2020       | —                    |
| 11           | 5            | «Vi Bayley»            | Lynne Stopkewich | Lisa Codrington & Priscilla White | 1 de abril de 2020        | —                    |
| 12           | 6            | «Dani Ewing»           | Cory Bowles      | Priscilla White                   | 1 de abril de 2020        | —                    |

### Temporada 3 (2021)
| N.º en serie | N.º en temp. | Título                   | Dirigido por     | Escrito por                        | Fecha de emisión original | Audiencia (millones) |
| ------------ | ------------ | ------------------------ | ---------------- | ---------------------------------- | ------------------------- | -------------------- |
| 13           | 1            | «Nina Francis»           | Cory Bowles      | Floyd Kane                         | 6 de octubre de 2021      | —                    |
| 14           | 2            | «Jojo Carvery»           | Cory Bowles      | Lynn Coady                         | 13 de octubre de 2021     | —                    |
| 15           | 3            | «Percy Lincoln»          | Cory Bowles      | Lakna Edilima y Ellen Vanstone     | 20 de octubre de 2021     | —                    |
| 16           | 4            | «Enter Vivian Jefferson» | Lynne Stopkewich | Floyd Kane                         | 27 de octubre de 2021     | —                    |
| 17           | 5            | «Ivy Maloney»            | Juanita Peters   | Lynn Coady y Amber-Sekowan Daniels | 3 de noviembre de 2021    | —                    |
| 18           | 6            | «Miles Jones»            | Lynne Stopkewich | Floyd Kane y Motion Brathwaite     | 10 de noviembre de 2021   | —                    |
| 19           | 7            | «Christian Spry»         | Shamim Sarif     | Ellen Vanstone y JP Larocque       | 17 de noviembre de 2021   | —                    |
| 20           | 8            | «Riley Seaver»           | Robert Adetuyi   | Floyd Kane y Lynn Coady            | 24 de noviembre de 2021   | —                    |

## Lanzamiento internacional
BET+ adquirió los derechos de transmisión de la serie en EE. UU. en abril de 2020. Fox adquirió los derechos de transmisión de televisión de Estados Unidos para la serie en enero de 2021.

## Recepción
La serie ha recibido críticas positivas. The Globe and Mail calificó la serie como "un drama legal encantador y sin ostentación".